# Grand Prix automobile d'Allemagne 2004
GP précédent GP suivant

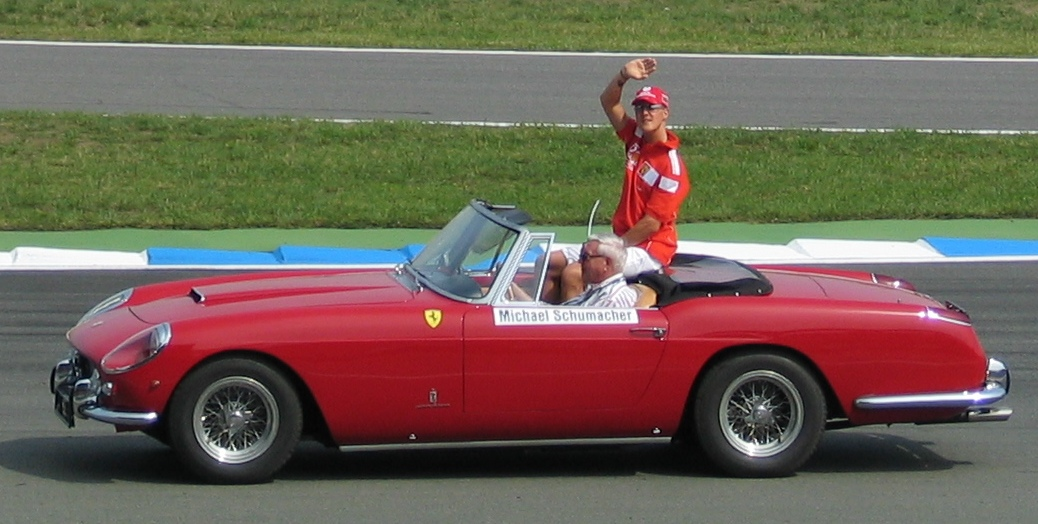
Schumacher, vainqueur de l'épreuve, parade en Ferrari 250 GT avant la course.

Le Grand Prix automobile d'Allemagne 2004 (Formula 1 Grosser Mobil 1 Preis von Deutschland 2004), disputé sur le circuit d'Hockenheim le 25 juillet 2004, est la 725e épreuve du championnat du monde de Formule 1 courue depuis 1950 et la douzième manche du championnat 2004.

## Classement

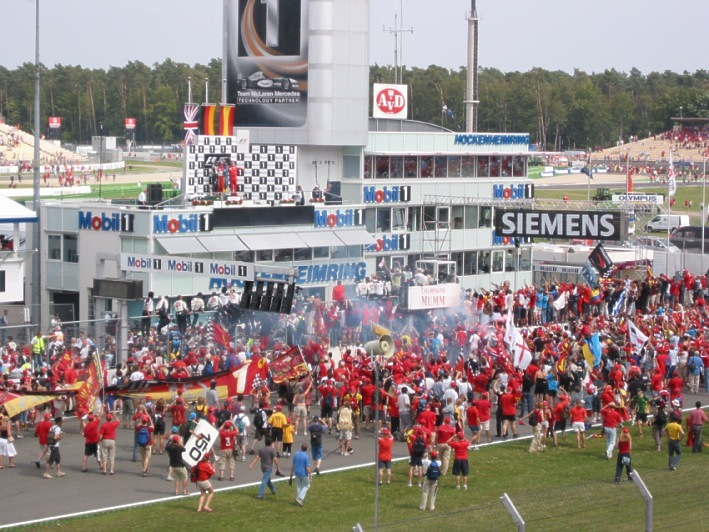
Le podium du Grand Prix

| Pos  | N° | Pilote               | Écurie           | Tours | Temps/Abandon                      | Grille | Points |
| ---- | -- | -------------------- | ---------------- | ----- | ---------------------------------- | ------ | ------ |
| 1    | 1  | Michael Schumacher   | Ferrari          | 66    | 1 h 23 min 54 s 848 (215,852 km/h) | 1      | 10     |
| 2    | 9  | Jenson Button        | BAR-Honda        | 66    | + 8 s 388                          | 13     | 8      |
| 3    | 8  | Fernando Alonso      | Renault          | 66    | + 16 s 351                         | 5      | 6      |
| 4    | 5  | David Coulthard      | McLaren-Mercedes | 66    | + 19 s 231                         | 4      | 5      |
| 5    | 3  | Juan Pablo Montoya   | Williams-BMW     | 66    | + 23 s 055                         | 2      | 4      |
| 6    | 14 | Mark Webber          | Jaguar-Cosworth  | 66    | + 41 s 108                         | 11     | 3      |
| 7    | 4  | Antônio Pizzonia     | Williams-BMW     | 66    | + 41 s 956                         | 10     | 2      |
| 8    | 10 | Takuma Satō          | BAR-Honda        | 66    | + 46 s 842                         | 8      | 1      |
| 9    | 11 | Giancarlo Fisichella | Sauber-Petronas  | 66    | + 1 min 07 s 102                   | 14     |        |
| 10   | 15 | Christian Klien      | Jaguar-Cosworth  | 66    | + 1 min 08 s 578                   | 12     |        |
| 11   | 7  | Jarno Trulli         | Renault          | 66    | + 1 min 10 s 258                   | 6      |        |
| 12   | 2  | Rubens Barrichello   | Ferrari          | 66    | + 1 min 13 s 252                   | 7      |        |
| 13   | 12 | Felipe Massa         | Sauber-Petronas  | 65    | + 1 tour                           | 16     |        |
| 14   | 17 | Olivier Panis        | Toyota           | 65    | + 1 tour                           | 9      |        |
| 15   | 19 | Giorgio Pantano      | Jordan-Ford      | 63    | + 3 tours                          | 17     |        |
| 16   | 21 | Zsolt Baumgartner    | Minardi-Cosworth | 62    | + 4 tours                          | 20     |        |
| 17   | 20 | Gianmaria Bruni      | Minardi-Cosworth | 62    | + 4 tours                          | 19     |        |
| Abd. | 18 | Nick Heidfeld        | Jordan-Ford      | 42    | Tenue de route                     | 18     |        |
| Abd. | 16 | Cristiano da Matta   | Toyota           | 38    | Crevaison                          | 15     |        |
| Abd. | 6  | Kimi Räikkönen       | McLaren-Mercedes | 13    | Accident                           | 3      |        |

## Pole position et record du tour
- Pole position : Michael Schumacher en 1 min 13 s 106
- Meilleur tour en course : Kimi Räikkönen en 1 min 13 s 780 au 10e tour.

## Tours en tête
- Michael Schumacher 53 (1-10 / 15-28 / 35-47 / 51-66)
- Kimi Räikkönen 1 (11)
- Jenson Button 11 (12-14 / 30-34 / 48-50)
- Fernando Alonso 1 (29)

## Statistiques
Ce Grand Prix d'Allemagne 2004 est : 
- La 81e victoire pour Michael Schumacher.
- La 178e victoire pour Ferrari en tant que constructeur.
- La 178e victoire pour Ferrari en tant que motoriste.
- Le 10e podium pour BAR-Honda.
- Le dernier Grand Prix pour Cristiano da Matta.
- Le 700e Grand Prix pour Ferrari en tant que motoriste.
- Retour d'Antônio Pizzonia pour remplacer Marc Gené chez Williams, qui remplaçait déjà Ralf Schumacher, blessé depuis le Grand Prix des États-Unis.
- La course est amputée d'un tour à la suite de l'annulation de la procédure de départ.
- Jenson Button a été obligé en fin de course de piloter d'une seule main pratiquement en raison d'une visière récalcitrante.